# Бен-Сира, Яков
Яков Бен-Сира (ивр. יעקב בן-סירה‎, англ. Jacob Ben SIRA, англ. Yaacov Shiffman) (1899, Россия — 1994, Израиль) — израильский архитектор.

## Биография
Яков Бен Сира родился в Российской Империи, в еврейской семье. Совершил алию в 1913 году. Учился в Герцлийской гимназии. Работал в качестве сельскохозяйственного рабочего в колонии Петах-Тиква и как охранник в колонии Гедера в Галилее. Поехал учиться в Лондон, Англия, и работал там в течение года в компании «Шелл». По возвращении в Эрэц-Исраэль работал инженером в компании англ. Sollel-Boneh. В 1929 был назначен городским инженером Тель-Авива. На этой должности был инициатором и исполнителем многих крупных проектов, изменивших облик города. Выступал с лекциями и опубликовал множество статей в профессиональной прессе.